# Trichaea seticornis
Trichaea seticornis là một loài bướm đêm trong họ Crambidae.